# Люксембургская кухня

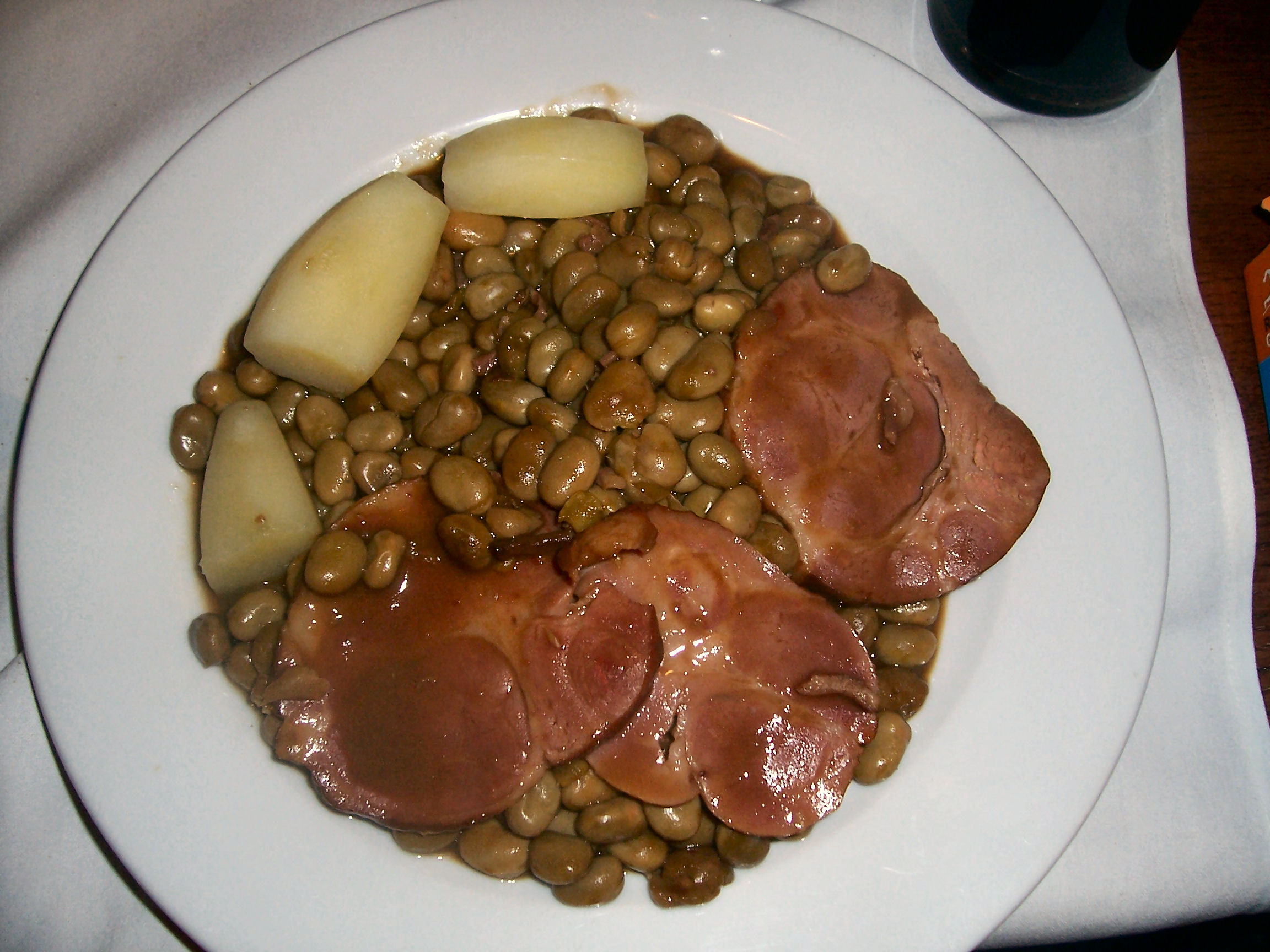
Judd mat Gaardebounen – традиционное блюдо Люксембурга

Люксембургская кухня отражает положение страны между латинскими и германскими странами, и находится под влиянием кухонь соседних Франции, Бельгии и Германии. В последнее время на неё также повлияли многочисленные итальянские и португальские иммигранты. Как и в Германии, большинство традиционных повседневных люксембургских блюд имеют крестьянское происхождение, в отличие от более изысканных французских.

## Блюда
В дополнение к французским кондитерским, пирожным и фруктовым пирогам, местная выпечка включает брецель, фирменное блюдо Великого поста; Quetscheflued, пирог со сливами; verwurelt Gedanken или Verwurelter, маленькие пончики, покрытые сахаром; и Äppelklatzen, яблоки в тесте . Фирменным сыром Люксембурга является Kachkéis или Cancoillotte, это мягкая сырная паста .
Рыба из местных рек, такая как форель, щука и рак, является основой для таких блюд, как F’rell am Rèisleck (форель в соусе Рислинг), Hiecht mat Kraiderzooss (щука в зеленом соусе) и Kriibsen (раки), которые обычно готовятся в соусе Рислинг. Еще одним фаворитом является Fritür или Friture de la Moselle, небольшая жареная рыба из реки Мозель, сопровождаемая местным белым вином из долины Мозель .
Мясные блюда включают холодную ветчину Éisleker, или эслингскую ветчину, с горного севера страны, сначала маринованную в течение пары недель, а затем подкопченную в течение нескольких дней. Обычно её подают тонко нарезанной с жареным картофелем и салатом . Пожалуй, самым традиционным из всех люксембургских мясных блюд является Judd mat Gaardebounen, копчёная свиная шейка с бобами. Свинину замачивают на ночь, затем варят с овощами и специями. Подается крупными ломтиками вместе с фасолью и отварным картофелем и считается национальным блюдом Люксембурга . Hong am Rèisleck, похожий на французского Coq au Riesling, состоит из кусочков обжаренной курицы, тушённых в белом вине с овощами, специями и грибами . Huesenziwwi или Civet de lièvre — это сиве из зайца, которое подают во время охотничьего сезона .
Другие блюда включают дамплинги из печени (кнели) с квашеной капустой и отварным картофелем, Träipen (чёрный пудинг) с яблочным соусом, сосиски с картофельным пюре и хреном, а также суп из стручковой фасоли (Bouneschlupp). Французская кухня занимает видное место во многих меню, а также некоторые блюда из Германии и Бельгии.

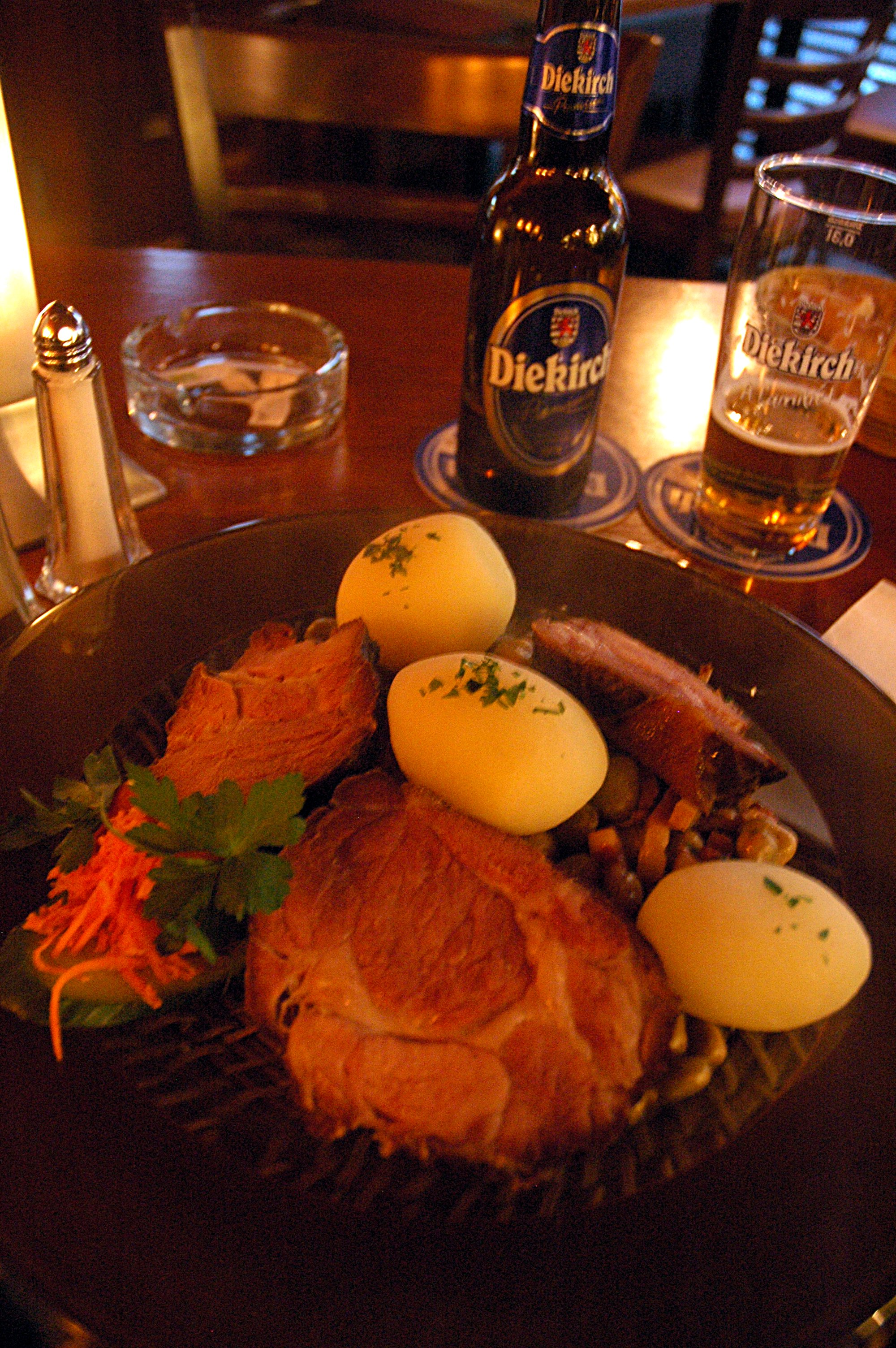
Judd mat Gaardebounen c картофелем и пивом
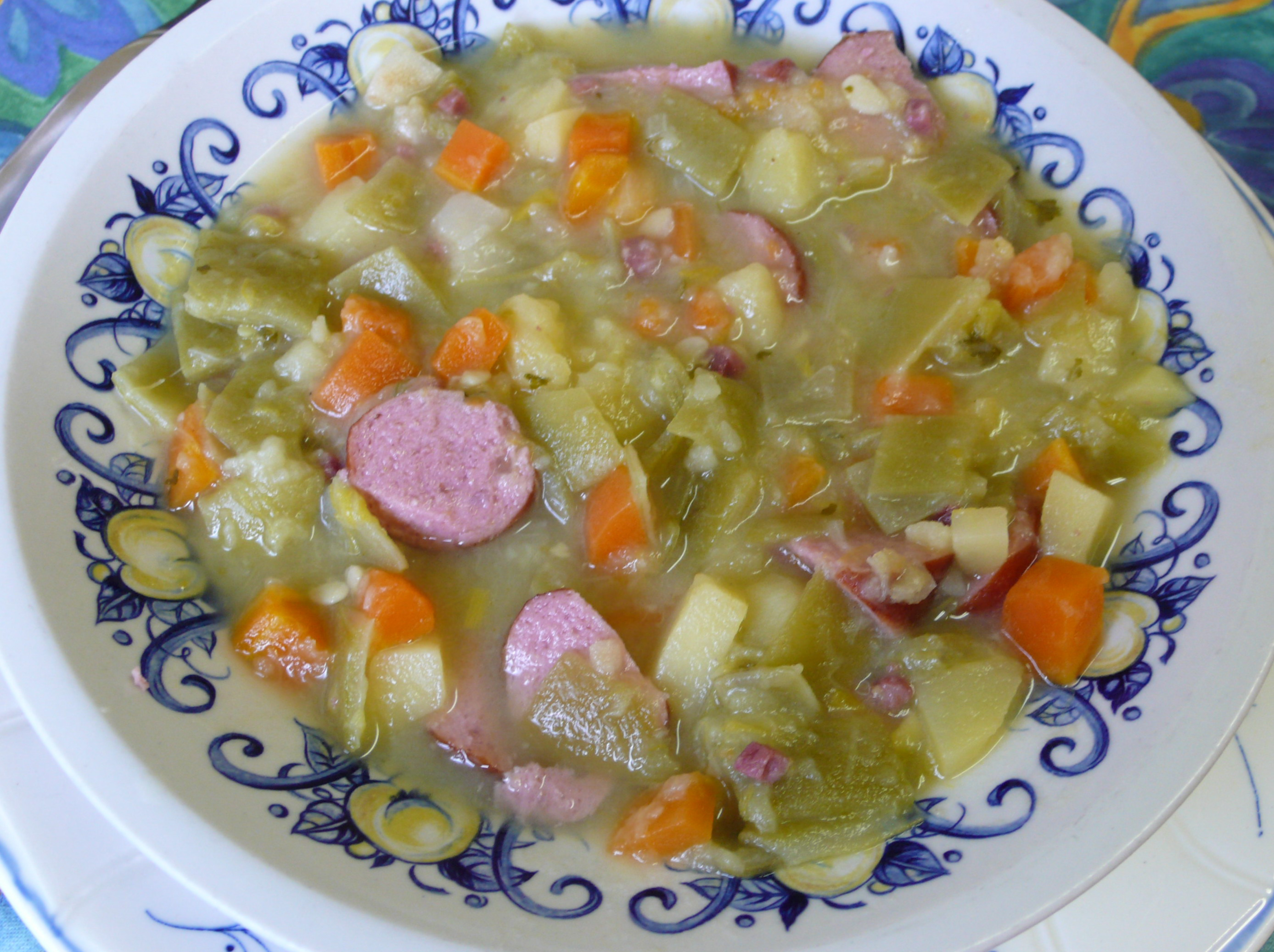
Суп из стручковой фасоли или Bouneschlupp считается национальным супом Люксембурга
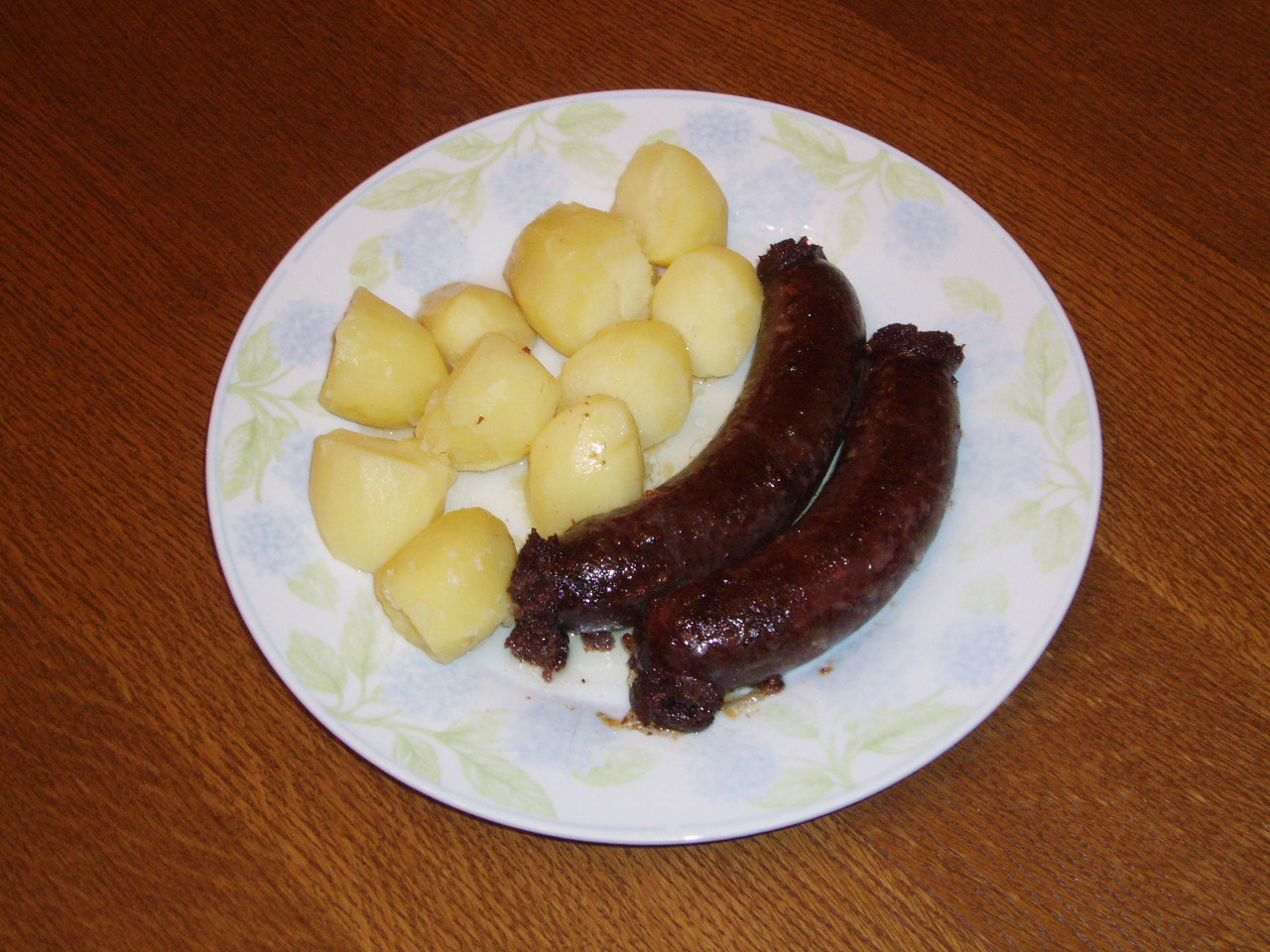
Träipen, иногда treipen – люксембургский вариант чёрного пудинга

## Популярные блюда

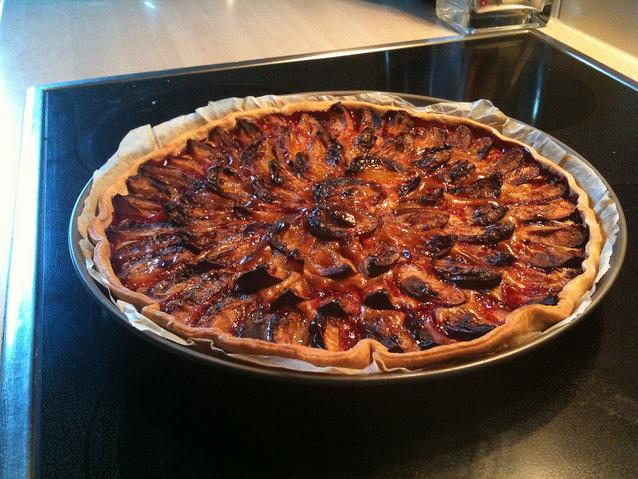
Сливовый пирог Quetschentaart – люксембургский специалитет

- Тюрингенские колбаски, которые по вкусу напоминают острую версию немецкой братвурст. Использование слова «Thüringer» теперь зарезервировано для колбас, произведенных в немецкой Тюрингии, и в Люксембурге они официально называются Lëtzebuerger Grillwurscht или Люксембургские колбаски-гриль [9].
- Gromperekichelcher — картофельные оладьи со специями с нарезанным луком и петрушкой, обжаренные во фритюре.
- Tierteg — еще один вид картофельных оладий, приготовленных с квашеной капустой [10].
- Rieslingspaschtéit — популярный мясной пирог в форме буханки, приготовленный с вином Рислинг и холодцом, обычно подается нарезанным ломтиками [11].
- Pâté — паштет из мяса, хотя существуют вегетарианские версии.
- Quetschentaart — сливовый пирог, наряду с персиковым, вишневым и грушевым пирогом, является типичным десертом, и его можно найти в любой кондитерской или ресторане.
- Miel luxembourgeois de marque nationale — сорт мёда из Люксембурга, охраняемый законодательством ЕС.
- Öennenzop — луковый суп, который обычно подают с сырными тостами.

## Напитки

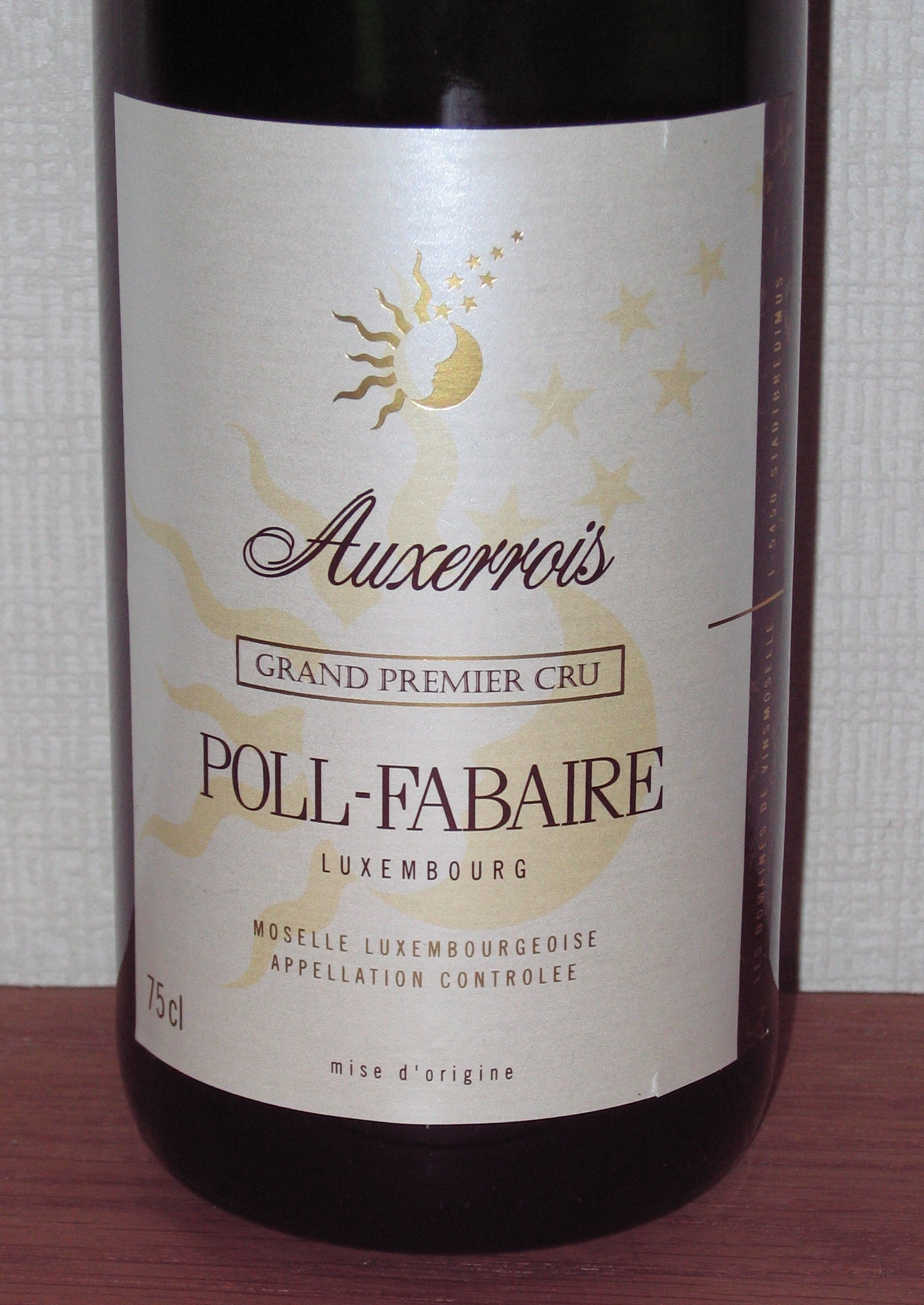
Вино Оксерруа

Вино, в основном сухое белое вино и игристое вино, производится в Люксембурге, на северном берегу реки Мозель. История виноделия этого региона восходит к римлянам. Основными сортами являются Рислинг, Пино-гри, Пино-блан, Шардоне, Оксерруа, Гевюрцтраминер, Риванер, Эльблинг, Пино Нуар и Креман де Люксембург . Marque Nationale на задней стороне каждой бутылки люксембургского вина подтверждает его происхождение и указывает уровень качества .
Пиво, которое является довольно популярным напитком в Люксембурге, производится на трёх крупных пивоваренных заводах, а также в нескольких небольших пивоварнях. Большая часть пива, сваренного в Люксембурге, — это лагер, но в декабре также есть несколько специальных сортов пива, а также безалкогольное пиво и рождественское пиво .  Основными брэндами пива являются Bofferding, которые также производят Баттин, Мозель и Дикирх, использующие одну и ту же пивоварню в Дикирхе; а также Simon. С 2000-х годов возродились местные мини-пивоварни, производящие крафтовое пиво, такое как Beierhaascht, Ourdaller и Grand Brewing .